# Saint-Maurice-lès-Châteauneuf
Saint-Maurice-lès-Châteauneuf ist eine französische Gemeinde mit 595 Einwohnern (Stand: 1. Januar 2022) im Département Saône-et-Loire in der Region Bourgogne-Franche-Comté. Sie gehört zum Arrondissement Charolles und zum Gemeindeverband Communauté de communes Brionnais Sud Bourgogne. Die Einwohner werden Castelnovimauriciens und Castelnovimauriciennes genannt.

## Geografie
Saint-Maurice-lès-Châteauneuf liegt etwa 56 Kilometer westsüdwestlich von Mâcon in den Hügellandschaften von Brionnais und Charolais. Nachbargemeinden von Saint-Maurice-lès-Châteauneuf sind Vauban im Norden und Nordwesten, Saint-Laurent-en-Brionnais im Norden, Chassigny-sous-Dun im Osten, Tancon im Süden und Südosten, Châteauneuf und Saint-Martin-de-Lixy im Süden, Saint-Edmond im Südwesten sowie Ligny-en-Brionnais im Westen und Nordwesten.

## Bevölkerungsentwicklung
| Jahr                      | 1962 | 1968 | 1975 | 1982 | 1990 | 1999 | 2006 | 2011 | 2016 |
| Einwohner                 | 534  | 503  | 530  | 571  | 527  | 573  | 574  | 585  | 575  |
| Quelle: Cassini und INSEE |      |      |      |      |      |      |      |      |      |

## Sehenswürdigkeiten
- Kirche Saint-Benoît aus dem 12. Jahrhundert, jetzt Friedhofskapelle, Glockenturm seit 1926 als Monument historique klassifiziert
- Neue Kirche Saint-Maurice, 1852 erbaut
- Brücke über den Sornin

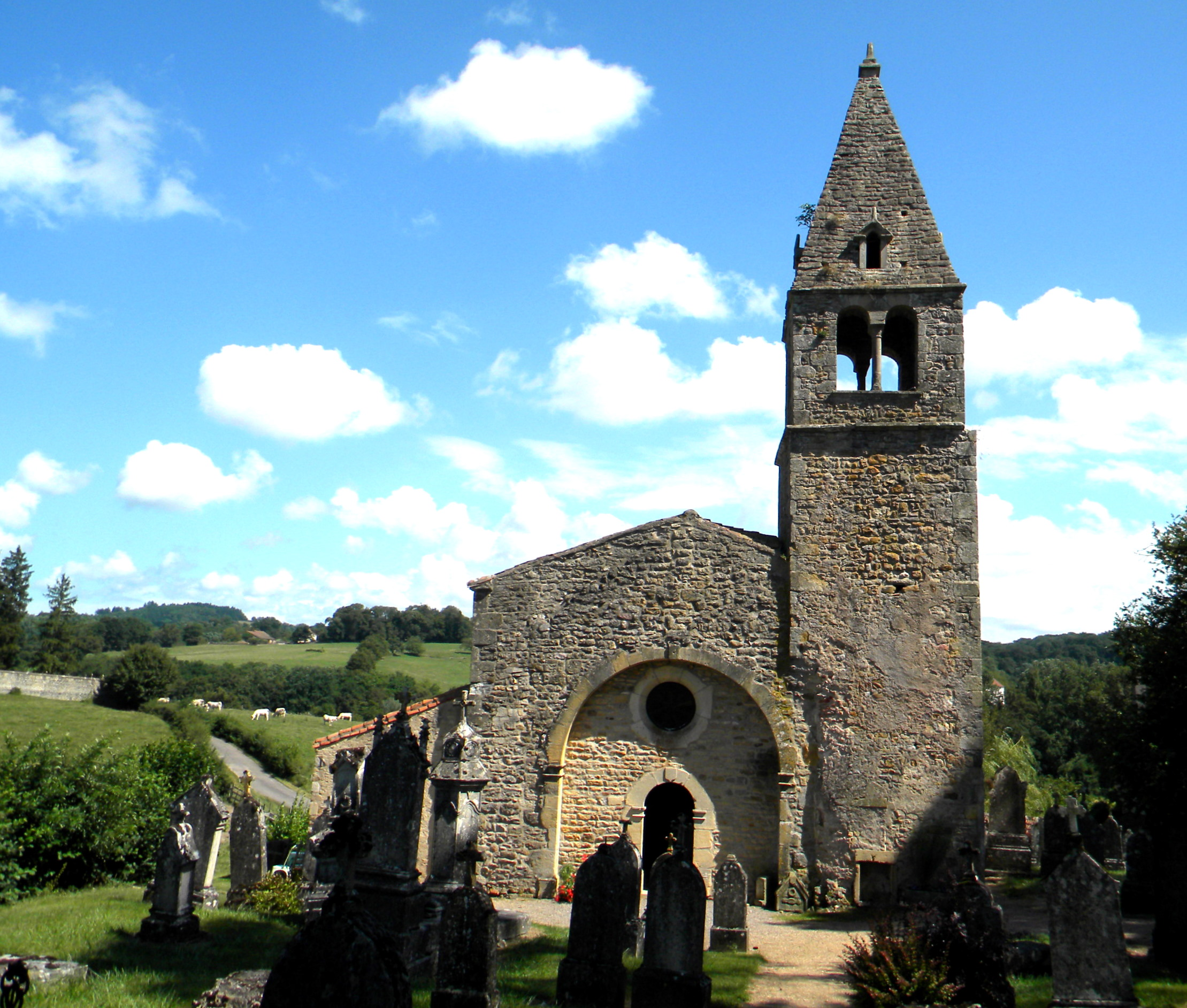
Kirche Saint-Benoît
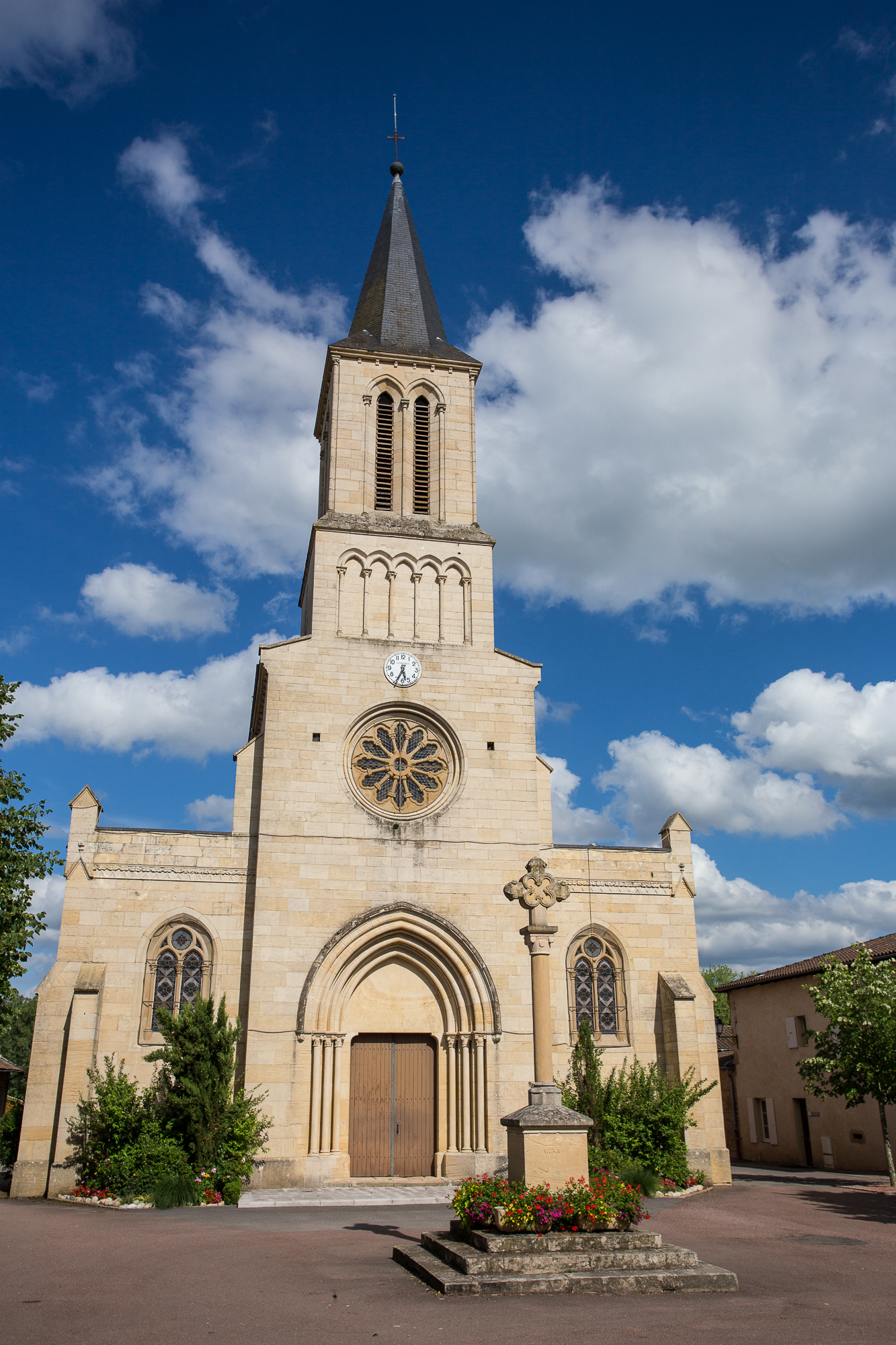
Kirche Saint-Maurice

## Belege
1. ↑  Saint-Maurice-lès-Châteauneuf auf cassini.ehess.fr
2. ↑  Saint-Maurice-lès-Châteauneuf auf insee.fr